# Onciurosoma cumbrense
Onciurosoma cumbrense är en mångfotingart som först beskrevs av Henri W. Brölemann 1898.  Onciurosoma cumbrense ingår i släktet Onciurosoma och familjen orangeridubbelfotingar. Inga underarter finns listade i Catalogue of Life.